# Gondoul de Metz
Pour l’article homonyme, voir Gundulf.
 Gondoul ou Gondolf ou Gondulphus ou Gondulfus a été le 37e évêque de Metz entre 816 et 822.
Après une vacance de 25 ans du siège épiscopal, il succède à Angilram en 816 à la tête de l'évêché de Metz.
Aldric, futur évêque du Mans et aumônier de Louis le Pieux, a été formé dans son chapitre. On peut aussi citer Amalaire qui était alors premier chantre à la Cathédrale.
Il meurt en 822 ou 823. Il est enterré à l’abbaye de Gorze.
Drogon de Metz lui succède comme évêque.
Considéré comme un saint catholique, il est fêté le 6 septembre et ses reliques sont honorées à Gorze.